# Marie-Thérèse Dupouy Bordes
Pour les articles homonymes, voir Dupouy et Bordes.
Marie-Thérèse Dupouy-Bordes, née le 6 mai 1873 à Saint-Pierre-d'Irube sous le nom de « Marie-Joséphine-Charlotte » et morte le 26 mai 1953 à Saint-Sébastien (Espagne), est une religieuse française, fondatrice des sœurs missionnaires du Sacré-Cœur de Jésus et de Marie. Le 16 juillet 2015, le pape François la déclare vénérable.

## Biographie

### Enfance
Marie-Joséphine-Charlotte naît le 6 mai 1873 dans la maison « Etchechoury » de Saint-Pierre-d'Irube, où sa mère vit avec sa famille tandis que son père,  vit à Saint-Sébastien, en Espagne, où il est propriétaire de l'Hôtel de Londres.
Ses parents la font baptiser à deux reprises : elle est d'abord ondoyée immédiatement après sa naissance car elle est au bord de la mort, puis son baptême solennel a lieu le 15 juin suivant en l’église paroissiale de Saint-Martin.
Elle passe une bonne partie de son enfance à Saint-Sébastien, où sa famille côtoie la haute société. Gâtée par son entourage, elle est confiée en 1882 à un collège de la  congrégation des Servantes de Marie d'Anglet, qui lui réussit bien.
Lors de sa confirmation, le 19 juin 1884, elle prend Thérèse d’Avila pour sainte patronne et ajoute son nom au sien : elle se fait ainsi appeler Marie-Thérèse.

### Vie religieuse
Dans son autobiographie, elle raconte : 

« À 9 ans, (...) je vous écrivis une lettre ô Marie demandant de vous montrer à moi car je désirais bien vous connaître. En effet je vous vis en rêve mais de façon à ne jamais vous oublier, oh ! que vous étiez belle mais surtout bonne... vous m'entouriez de votre manteau me pressant sur votre cœur quand tout à coup je vis quantité d'enfants que des animaux féroces dévoraient. Je voulus m'élancer pour les sauver, mais vous souriant m'avez dit : « Tu es trop petite maintenant, quand tu seras grande ». »

C’est alors qu’elle ressent l'appel du Christ mais, pendant douze ans, ses parents lui interdisent d'entrer dans les ordres, car elle est fille unique et sa mère tombe gravement malade. Son père l'accuse alors de tuer sa mère avec ses « idées extravagantes ». Mais la santé de celle-ci se rétablit et, afin de détourner Marie-Thérèse de la vie religieuse, ils la retirent de son collège et lui font vivre une vie mondaine, ce qu'elle décrit comme une « nuit de Gethsémani », c'est-à-dire une épreuve particulièrement douloureuse.
Sa vocation mûrit et, le 16 juin 1898, à l'âge de 25 ans, elle s'enfuit de la maison paternelle pour entrer au sein de la Société du Sacré-Cœur de Jésus. Elle passe alors la plupart de ses années de formation en France, puis, quand la Congrégation fonde son collège à Sain-Sébastien, elle y est envoyée, ce qui lui permet de renouer un lien avec ses parents.
Alors qu'elle exerce la charge de sacristine, elle se voit confrontée à l’ignorance de ses enfants de chœur et commence ainsi à leur faire le catéchisme. Ses élèves sont de plus en plus nombreux et atteignent finalement le nombre de 50. Elle fonde alors les Missionnaires des Sacrés Cœurs de Jésus et de Marie, qui ont pour principal objectif l'éducation. Elle fonde ainsi des communautés et des pré-séminaires en Espagne, en France, en Asie, et en Amérique latine.

## Culte
À la suite de l'audience accordée le jeudi 16 juillet 2015 au cardinal Angelo Amato, préfet de la Congrégation pour les causes des saints, le pape François ordonne la promulgation des décrets relatifs aux vertus héroïques de Marie-Thérèse Dupouy Bordes et de sept autres Serviteurs de Dieu. Elle est ainsi déclarée vénérable.